# Hylaeamys oniscus
Hylaeamys oniscus is een zoogdier uit de familie van de Cricetidae. De wetenschappelijke naam van de soort werd voor het eerst geldig gepubliceerd door Thomas in 1904.

## Voorkomen
De soort komt voor in Brazilië.